# Swissmint

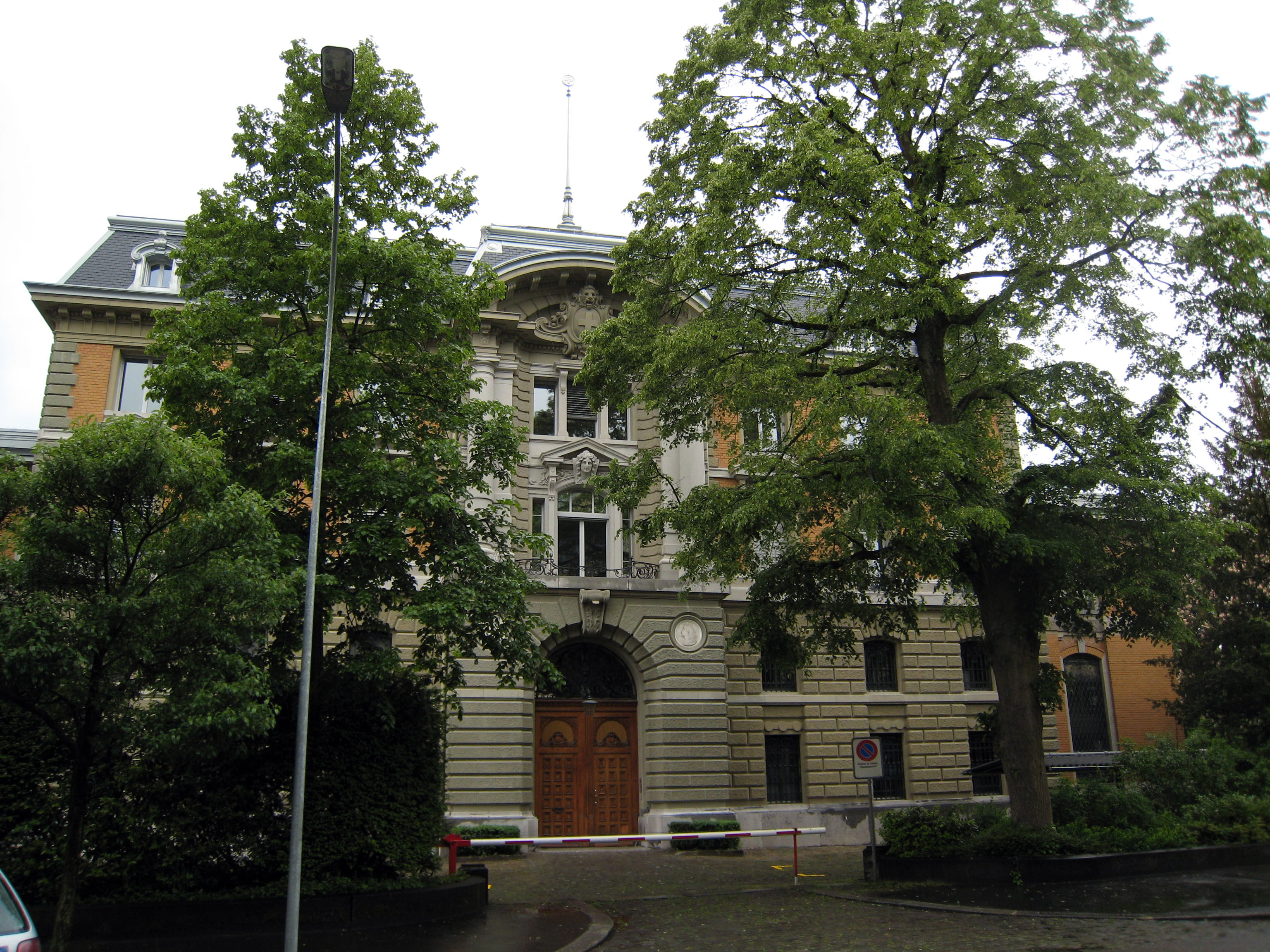
Gebouw van Swissmint

Swissmint (tot 1998: Eidgenössische Münzstätte, Monnaie fédérale, Zecca federale) is het nationale munthuis van Zwitserland. De Zwitserse Munt werd opgericht in 1855 om de munten van de Zwitserse frank te slaan. De gebouwen van de munt bevinden zich in Bern, voorheen aan de Gerberngraben en later in de Kirchfeld-wijk (tussen de Bernastrasse en de Aegertenstrasse).